# 莱赫尔圣安妮堂

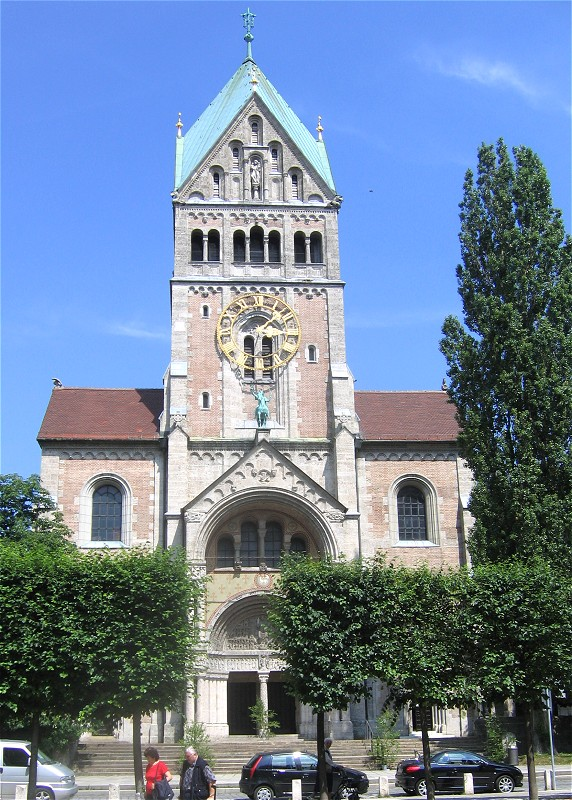
圣安娜教堂，莱赫尔，慕尼黑

圣安娜教堂是慕尼黑莱赫尔区罗马天主教堂的一个堂区教堂。该教区成立自1808年，教士来自于旁边圣安娜修道院的方济各会。
这座历史悠久的教区教堂于1887年至1892年建成，由加布里埃尔·冯·塞德尔 (Gabriel von Seidl) 在罗马式复兴时期建造。 它是莱赫尔的主要教区教堂，位于该区的中心，位于圣安娜修道院教堂对面。 